# Magnus Christensen
Magnus Christensen (Frederikshavn, 1997. augusztus 20. –) dán korosztályos válogatott labdarúgó, a norvég Haugesund középpályása.

## Pályafutása

### Klubcsapatokban
Christensen a dániai Frederikshavn városában született. Az ifjúsági pályafutását a Bangsbo Freja csapatában kezdte, majd az Aalborg akadémiájánál folytatta.
2016-ban mutatkozott be az Aalborg első osztályban szereplő felnőtt keretében. 2022. augusztus 1-jén hároméves szerződést kötött a norvég első osztályban érdekelt Haugesund együttesével. Először a 2022. augusztus 7-ei, Jerv ellen 3–1-re megnyert mérkőzés 85. percében, Christos Zafeiris cseréjeként lépett pályára. Első gólját 2022. szeptember 11-én, a Rosenborg ellen hazai pályán 2–1-es győzelemmel zárult találkozón szerezte meg.

### A válogatottban
Christensen az U19-es, az U20-as és az U21-es korosztályú válogatottakban is képviselte Dániát.

## Statisztikák
2023. március 12. szerint
| Klub      | Szezon   | Osztály          | Bajnokság | Bajnokság | Kupa  | Kupa | Nemzetközi | Nemzetközi | Összesen | Összesen |
| Klub      | Szezon   | Osztály          | Meccs     | Gól       | Meccs | Gól  | Meccs      | Gól        | Meccs    | Gól      |
| --------- | -------- | ---------------- | --------- | --------- | ----- | ---- | ---------- | ---------- | -------- | -------- |
| Aalborg   | 2016–17  | Danish Superliga | 26        | 0         | 1     | 0    | —          | —          | 27       | 0        |
| Aalborg   | 2017–18  | Danish Superliga | 19        | 1         | 2     | 0    | —          | —          | 21       | 1        |
| Aalborg   | 2018–19  | Danish Superliga | 27        | 1         | 2     | 1    | —          | —          | 29       | 2        |
| Aalborg   | 2019–20  | Danish Superliga | 27        | 1         | 5     | 0    | —          | —          | 32       | 1        |
| Aalborg   | 2020–21  | Danish Superliga | 16        | 0         | 0     | 0    | —          | —          | 16       | 0        |
| Aalborg   | 2021–22  | Danish Superliga | 17        | 0         | 3     | 0    | —          | —          | 20       | 0        |
| Aalborg   | Összesen | Összesen         | 132       | 3         | 13    | 1    | 0          | 0          | 145      | 4        |
| Haugesund | 2022     | Eliteserien      | 14        | 1         | 0     | 0    | —          | —          | 14       | 1        |
| Haugesund | 2023     | Eliteserien      | 0         | 0         | 1     | 1    | —          | —          | 1        | 1        |
| Haugesund | Összesen | Összesen         | 14        | 1         | 1     | 1    | 0          | 0          | 15       | 2        |
| Összesen  | Összesen | Összesen         | 146       | 4         | 14    | 2    | 0          | 0          | 160      | 6        |

## Sikerei, díjai
Aalborg
- Dán Kupa
  - Döntős (1): 2019–20